# ショック・ウェーブ (2006年の映画)
『ショック・ウェーブ』（原題：A.i. ASSAULT）は、アメリカ合衆国の映画作品。

## キャスト
| 役名         | 俳優                   | 日本語吹替 |
| ------------ | ---------------------- | ---------- |
| タニー       | ジョー・ランドー       | 風間秀郎   |
| ジャック     | ジョシュ・コックス     | 高桑満     |
| バスカーク   | マイケル・ドーン       | 金子達     |
| マーロン     | アレクサンドラ・ポール | 西海真理   |
| ローク       | ブレイク・ギボンズ     | 星野貴紀   |
| ティファニー | ハドソン・レイク       | 斉藤かおり |
| ヒース       | ビル・マミー           |            |
| フォスター   | ロバート・ピカード     |            |
| レイン       | ジョージ・タケイ       | 五王四郎   |
| ハリソン     | ティム・トマーソン     |            |
| マイク       | テレル・ティルフォード |            |
| スーザン     | リサ・ロシセロ         | 徃頼保子   |
| ケージ       | ローク・クリッチロウ   | 三上哲     |

- その他の声の吹き替え：五王四郎／関口篤／金子達／西海真理／駒谷昌男／丸山壮史／早坂音々／長谷川和哉